# Pierre Ier le Grand
Pour les articles homonymes, voir Pierre Ier et Pierre le Grand.
Pierre Ier (en russe : Пётр Алексеевич Романов, Piotr Alekseïevitch Romanov), plus connu sous le nom de Pierre le Grand (en russe : Пётр Великий, Piotr Vyélikiy), né le 30 mai 1672 (9 juin dans le calendrier grégorien) à Moscou et mort le 28 janvier 1725 (8 février dans le calendrier grégorien) à Saint-Pétersbourg, devient tsar de Russie en 1682 et reçoit le titre d'empereur de toutes les Russies en 1721.
Fils du tsar Alexis Ier (1629-1676), il règne conjointement avec son demi-frère Ivan V durant la première partie de son règne (1682-1696). À la mort de celui-ci, il se lance dans un grand tour de l'Europe durant lequel il se rend compte du grave retard de son pays sur le reste du continent. Il va alors s'efforcer de rapprocher son pays des mœurs occidentales, quitte à sacrifier une partie des traditions de sa terre natale. Par sa volonté d'écraser la noblesse et le clergé, il reste dans les mémoires comme un grand modernisateur, faisant entrer la Russie dans l'âge de l'absolutisme.
En politique extérieure, Pierre se lance dans la longue grande guerre du Nord (1700-1721) durant laquelle il est opposé à l'Empire suédois de Charles XII. Après plusieurs revers comme à la bataille de Narva, il réussit finalement à écraser l'armée suédoise à la bataille de Poltava (1709). Après cette victoire, il faut encore douze ans de combat pour que la Suède signe le traité de Nystad. La Russie gagne avec celle-ci un accès à la mer Baltique en annexant l'Ingrie, l'Estonie et la Livonie. Pierre se fait alors proclamer « grand », « père de la patrie » et « imperator ».
Pierre joua ainsi un grand rôle dans la construction d'un État russe moderne en déplaçant sa capitale de Moscou à Saint-Pétersbourg, ville qu'il fonda en 1703. Sa politique expansionniste et ses réformes ont fait de la Russie une puissance européenne.

## Biographie

### Jeunesse
À sa mort, en 1676, Alexis Ier laisse dix enfants de deux unions différentes. De son premier mariage avec Maria Miloslavskaïa (1624-1669), sont issus huit enfants, dont notamment Sophie Alexeïevna, Fédor III, qui lui succède et Ivan. Pierre et Nathalie Alexeïevna sont les fruits du mariage avec sa seconde épouse, Natalia Narychkina (1651-1694).
Ivan a 16 ans et Pierre 10 ans quand meurt Fédor III en 1682, sans descendance. Le 23 mai 1682 (2 juin dans le calendrier grégorien), dans une ambiance houleuse, Pierre est proclamé tsar, sa mère devenant régente.
La révolte de Moscou de 1682 donna lieu à des scènes de carnage d'une extrême violence, qui — semble-t-il — eurent un grand impact psychologique sur le jeune Pierre,. La jeune Sophie Alexeïevna écarte Natalia de la régence, qu'elle assure elle-même de 1682 à 1689. Le 23 mai 1682 (2 juin dans le calendrier grégorien), dans une ambiance houleuse, les deux demi-frères sont alors proclamés tsars par le Zemski sobor : Ivan V et Pierre Ier. C'est le seul cas dans l'histoire de Russie où deux tsars règnent conjointement. Ce double tsarat permet de concilier les ambitions dynastiques des deux familles concurrentes, et d'autre part de pallier les faiblesses d'Ivan, débile, aveugle et à la motricité réduite. Elle met fin à une révolte religieuse, signe avec l'union de Pologne-Lituanie le traité de paix éternelle de 1686, par lequel la Russie agrandit ses territoires et intègre une coalition comprenant l'Autriche, la Pologne et la république de Venise, qui mène bataille contre les Turcs. Elle ordonne aussi des expéditions contre le khanat de Crimée, et signe avec la Chine des Qing le traité de Nertchinsk (1689), qui prive la Russie de l'accès à la mer du Japon, mais lui permet d'établir des relations commerciales avec l'empire du Milieu.
Pendant ce temps, elle confine le jeune Pierre et sa mère au village de Preobrajenskoïé, dans les environs de Moscou. Pierre était alors abandonné aux soins d'un précepteur nommé Nikita Zotov. Tous les historiens ne s'accordent pas sur la qualité du tutorat de Zotov : Robert K. Massie par exemple vante ses efforts, et relativise toutefois le savoir théorique de Pierre, mais Lindsey Hughes[source insuffisante] critique l'enseignement qu'il donna au futur tsar.

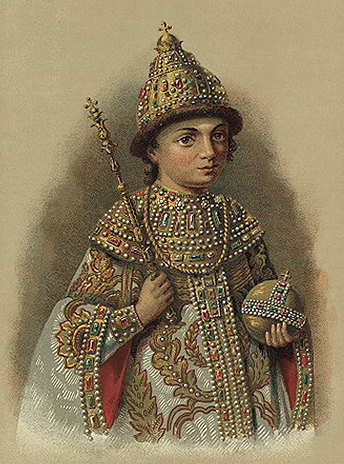
Le jeune Pierre Ier de Russie.

À l'été 1689, le jeune Pierre décide de profiter de l'affaiblissement de la régente après l'échec des campagnes de Crimée, pour s'emparer du pouvoir. Prévenue, la régente Sophie conspire avec les streltsy pour écarter Pierre, mais celui-ci se réfugie au monastère de la laure de la Trinité-Saint-Serge, à environ 90 km de Moscou, où il rassemble ses alliés. Le général de l'armée impériale russe Patrick Gordon devient à cette occasion son plus fidèle allié. Cette même année 1689, Pierre force la régente à se retirer dans un couvent. Les deux frères partagent alors le pouvoir jusqu'à la mort d'Ivan V en 1696.
Au début de 1689, Pierre est déclaré majeur et remet aussitôt le pouvoir à sa mère, préférant vivre une jeunesse mouvementée avec Alexandre Menchikov et d'autres compagnons de débauche, dont le Genevois François Le Fort, l'Écossais Patrick Gordon, ainsi que les Russes Nikita Zotov, Fédor Romodanovski, Gavriil Golovkine, Fédor Golovine et Pierre Tolstoï. Outre le calviniste Lefort et le catholique Gordon, le jeune Pierre rencontre aussi, dans la Nemetskaïa sloboda (« quartier des étrangers »), le Strasbourgeois Timmermann, les Hollandais Winnius, Brandt, etc., qui l'initient à la culture européenne, l'instruisent en art militaire et de navigation, et deviendront ses futurs généraux et ingénieurs. L'Europe l'intéresse, non seulement par sa civilisation spirituelle ou artistique, mais comme la patrie de bons techniciens dont la Russie est dépourvue.
Curieux de toutes les nouveautés, Pierre trouva dans la maison de son aïeul, Nikita Romanov (en), un canot anglais d'une structure particulière qui fut à l'origine de sa passion pour la navigation. Sa passion était née sur le petit lac Plechtcheïevo ; mais il va aussi au nord, à Arkhangelsk en 1693-1694, seul port maritime de l'époque, donnant sur la mer Blanche. Il se rend compte alors de la nécessité pour la Russie d'ouvrir d'autres voies maritimes plus faciles d'accès, alors que la mer Baltique est contrôlée par l'Empire suédois et la mer Noire par l'Empire ottoman et le khanat de Crimée.
En janvier 1689, il épouse Eudoxie Lopoukhine, dont il a un premier fils, Alexis Petrovitch, en 1690, et un second, mort à dix-huit mois, aux obsèques duquel il ne juge pas nécessaire d'assister.

### Prise du pouvoir (1694) et première campagne contre les Tatars
François Le Fort, profitant de son goût pour les jeux militaires, forma avec cinquante de ses jeunes compagnons une compagnie qui fut le noyau du fameux régiment Préobrajenski ; un autre groupe fut le noyau du régiment Semionovski. Lorsqu'il reprend définitivement le pouvoir, en 1694, ils deviennent ses collaborateurs les plus dévoués et Lefort est son favori, auquel succède Menchikov à la mort du Suisse en 1699.
Devenu seul souverain, le jeune géant (il mesurait deux mètres) allait mener les réformes qui transformeraient la Russie et en feraient une grande puissance européenne, une fenêtre ouverte sur l'Occident pour arracher son pays de la pesanteur de ce qu'il appelait la « barbarie asiatique ».

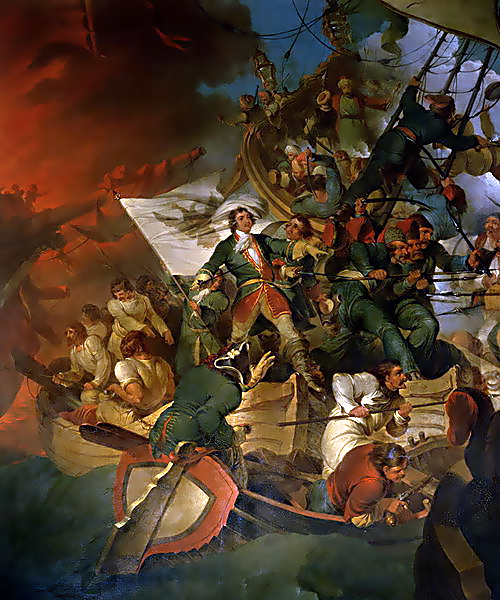
Capture d'Azov en 1696, qui donne à la Russie un accès à la mer Noire. Tableau de Robert Ker Porter (1775-1842).

Au printemps 1695, Pierre envoie une armée contre les Tatars de Crimée pour détourner l'attention des Turcs et se dirige vers la forteresse d'Azov qui, située sur le Don à 16 km de la mer d'Azov, offre un accès indirect à la mer Noire. Cependant il ne parvient pas à prendre la ville. Il se décide alors à construire une flotte, installant un chantier naval à Voronej, situé sur un affluent du Don, et associe tout le pays à cette œuvre nationale : c'est la création officielle de la Marine impériale russe. La ville est prise l'année suivante, en juin, et Pierre Ier fonde la première base navale russe à Taganrog en septembre 1698. Celle-ci est commandée de 1698 à 1702 par l'amiral Fédor Golovine et le vice-amiral Cornelius Cruys (en) en devint le premier gouverneur en 1711.
Par le traité de Constantinople (1700), qui met fin à la guerre russo-turque de 1686-1700, les Russes se voient reconnaître par la Sublime Porte la possession d'Azov et de la base de Taganrog, et obtiennent en outre le droit de disposer d'un représentant permanent dans l'Empire ottoman. Cette campagne marqua la première offensive militaire réussie par l'armée russe sur un sol étranger depuis plusieurs siècles, et établit la Russie comme un acteur important dans la diplomatie européenne. Toutefois, le contrôle de la seule mer d'Azov ne lui offrait pas une voie suffisante pour le commerce, tandis que la paix avec le sultan Moustafa II permet à Pierre de se tourner vers la mer Baltique.

### Le voyage en Occident (1697-1698)

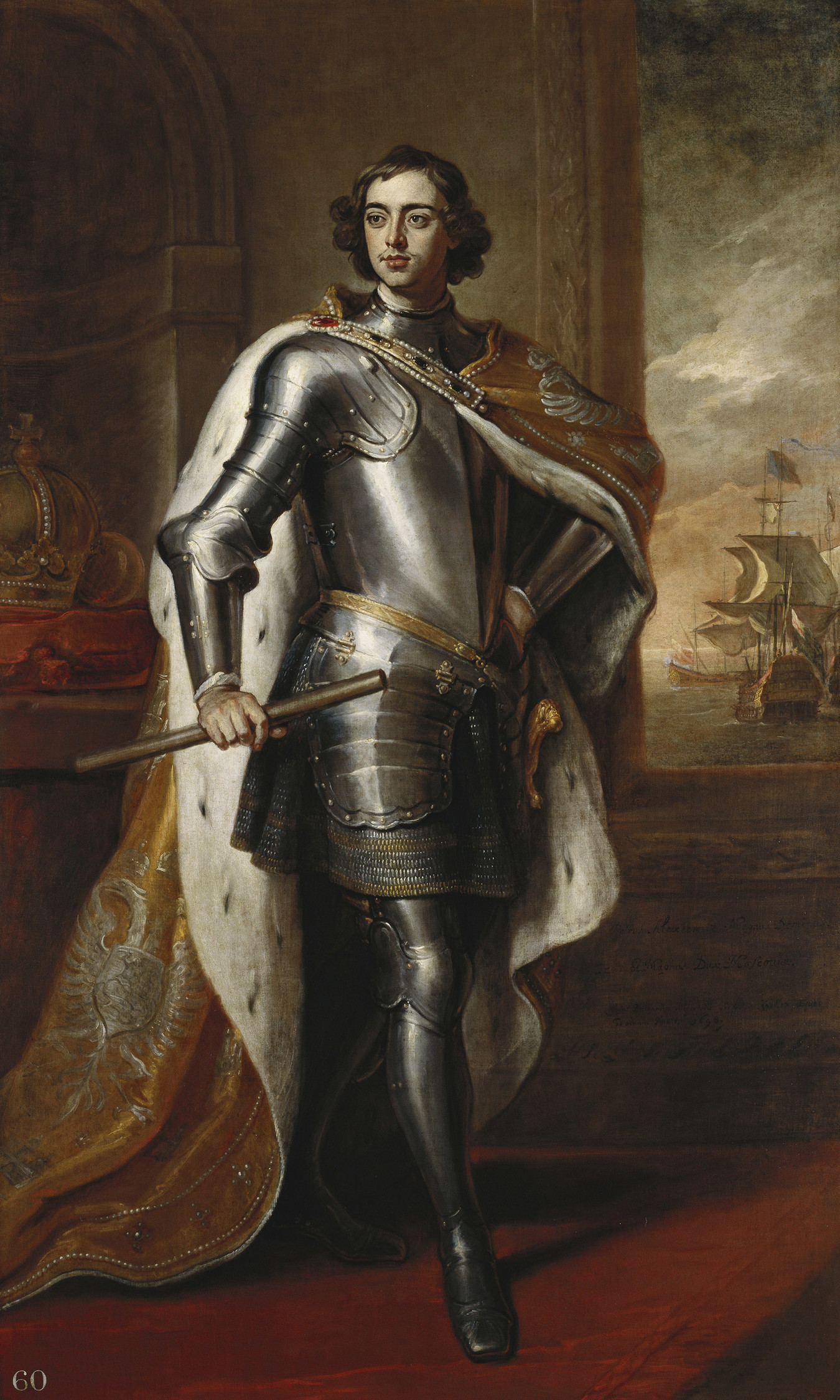
Pierre le Grand, Tsar de Russie en 1698, par Godfrey Kneller.

Le 16 décembre 1696, Pierre annonce à la Douma des boyards la création d'une « Grande Ambassade », formée des trois diplomates François Le Fort, Prokopy Voznitsine, Fédor Golovine (qui devient son ministre des Affaires étrangères de 1700 à 1706) et les courtisans, ainsi que son intention d'en faire partie, faisant de lui le premier tsar à quitter l'Empire depuis le grand-duc Iziaslav de Kiev, à la fin du XIe siècle. Il vise par là d'abord à nouer des alliances avec différents États d'Europe afin de mener une guerre contre l'Empire ottoman, raison pour laquelle il écarte la France de Louis XIV de son voyage, celle-ci s'étant tourné vers la Sublime Porte pour prendre ses ennemis à revers.
Le voyage est ensuite l'occasion d'approcher la culture occidentale en observant les us et coutumes des peuples d'Europe occidentale, d'apprendre différents métiers manuels et de recruter des spécialistes étrangers, surtout pour la marine de guerre. Chaque visite était l’occasion de projets divers. Pierre Ier visita bibliothèques, musées et collections privées. Il observa avec beaucoup d'attention les normes européennes de conduite, comme pour mieux s'imprégner du rôle de monarque éclairé qui se doit de protéger la culture et les arts, d'attacher à sa cour des artistes aux talents divers et de collectionner les œuvres d'art. D'où sans doute l'intérêt que le jeune tsar porta aux peintres de marines hollandais.

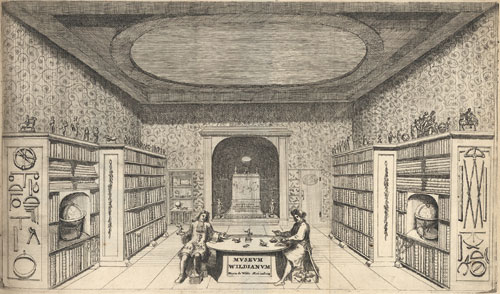
Rencontre entre et Pierre le Grand (à droite) à Amsterdam,
gravure par Maria de Wilde.

En mars 1697, il partit en Prusse, incognito sous le nom de Pierre Mikhaïlov et y étudia essentiellement l'artillerie, tandis que ses diplomates tentaient de nouer une alliance avec Frédéric III de Brandebourg, futur roi de Prusse. Puis il se rendit dans les Provinces-Unies, où il travailla un temps comme simple ouvrier dans les chantiers navals de la Compagnie néerlandaise des Indes orientales, près de Zaandam, et étudia la construction navale à Amsterdam (Oostenburg), sous la direction de Wybe Gerens qu'il engagea ensuite pour construire les premiers navires de la flotte impériale russe. En Angleterre, il approfondit ses connaissances théoriques en matière de construction navale à Deptford (Londres, les constructeurs navals anglais John Deane, Osip Nay et Richard Cosenz sont engagés) et visita l'université d'Oxford ainsi que la maison d'Isaac Newton. Il se rendit ensuite à Vienne, ayant une entrevue décevante avec Léopold Ier du Saint-Empire. Louis XIV refuse de le recevoir. Selon Saint-Simon, il « déclina honnêtement sa visite de laquelle il ne voulut point s'embarrasser », Pierre n'étant que le souverain « d'une nation méprisée et entièrement ignorée pour sa barbarie. »
En effet, tous les regards sont tournés vers la succession du trône d'Espagne, qui oppose les Bourbons aux Habsbourg. L'enjeu, considérable, éclipse l'intérêt d'une guerre contre l'Empire ottoman et explosera dans la guerre de Succession d'Espagne à partir de 1701.
La « Grande Ambassade » fut écourtée lorsque Pierre apprit la nouvelle de la révolte des streltsy (les gardes impériaux russes), qui avaient l'intention de replacer l'ex-régente Sophie sur le trône.

### Retour en Russie
Pierre, alors en route pour Venise, rentra précipitamment à Moscou le 5 septembre 1698, afin d'écraser définitivement la révolte. Celle-ci fut finalement réprimée en son absence, de façon sanglante (tortures et exécutions publiques), notamment par le général Patrick Gordon.
De plus, Pierre Ier fait enfermer sa femme, Eudoxie Lopoukhine, au monastère de Souzdal, l'accusant d'avoir comploté contre lui avec les streltsy, et divorce avec elle. Il confie alors son fils, Alexis Petrovitch, à sa tante Nathalie Alexeïevna. Il ne tarde pas à rencontrer, en 1703, Marthe Skavronskaïa, ancienne paysanne catholique d'origine lituanienne, domestique et maîtresse de son ami Alexandre Menchikov. Il se marie avec elle en 1712, celle-ci se convertissant à l'orthodoxie et prenant le nom de Catherine. Déjà mère d'un enfant de Pierre, Anna, elle donna à l'empereur six autres enfants ; outre Anna, seule la future Élisabeth Ire de Russie survécut.
Selon Villebois, Pierre aurait eu des relations homosexuelles avec des pages :

« Les habitudes vicieuses auxquelles nous faisons icy allusion sont si peu considérées en Russie comme un crime, que les lois n’édictent aucune peine contre ceux qui s’en rendent coupables. Parmy les soldats seulement, ceux qui sont pris en flagrant délit passent trois fois par les baguettes. Cette punition a été ordonnée par le réglement militaire fait par Pierre Ier, qui luy-même n’étoit pas plus exempt que les autres de ce vice. Il étoit un vray monstre de luxure, et, quoique laborieux, il s’abandonnoit parfois, si l’on peut s’exprimer ainsy, à des accès de fureur amoureuse dans lesquels l’âge et le sexe même luy importoient médiocrement. »

En 1711, Pierre marie son fils Alexis à Charlotte de Brunswick-Lunebourg, belle-sœur de l'empereur Charles VI, se rapprochant ainsi des Habsbourg, qui avait réuni les possessions autrichiennes et espagnoles (avant que Charles VI ne fût forcé d'abandonner ses prétentions sur l'Espagne par le traité de Rastatt de 1714). Nommé gouverneur de Moscou par son père, en 1708, Alexis se désintéresse cependant de sa fonction, et prend le parti, avec sa mère, des opposants aux réformes de Pierre le Grand.

### La guerre contre la Suède (1700-1721)
La Russie, alliée au Danemark et à la Pologne, entre en guerre contre la Suède du jeune Charles XII en 1700. Les Suédois s'étant emparés de territoires russes des rivages de la mer Baltique cinquante ans auparavant, Pierre voulait laver ce qui était pour lui un affront. De plus, la région occupée constituait un obstacle pour le tsar qui rêvait de faire de la Russie une puissance navale.

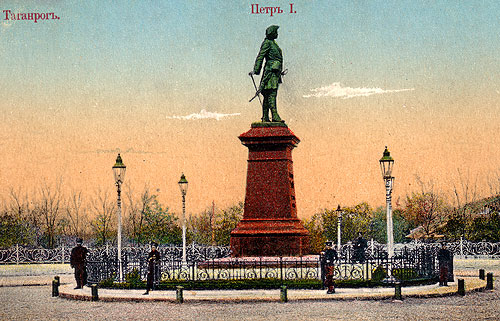
Monument dédié à Pierre le Grand par Mark Antokolski à Taganrog.

L'armée russe non préparée à la guerre devait faire face à une importante armée suédoise professionnalisée, commandée par un roi jeune et volontaire, Charles XII, qui se révéla brillant stratège : la guerre fut plus longue et plus dure que ne le prévoyait Pierre.
La première tentative pour s'emparer de la côte baltique se termina par la bataille de Narva en 1700, au cours de laquelle 8 000 Suédois battirent 38 000 Russes. Charles attaqua alors Pierre et son allié, le roi Auguste II de Pologne. Pendant les huit années qui suivirent, les Suédois ravagèrent la Pologne et la Saxe et forcèrent Auguste à abandonner son trône polonais. Finalement en 1708, Charles envahit la Russie afin de prendre Moscou et de détrôner Pierre.

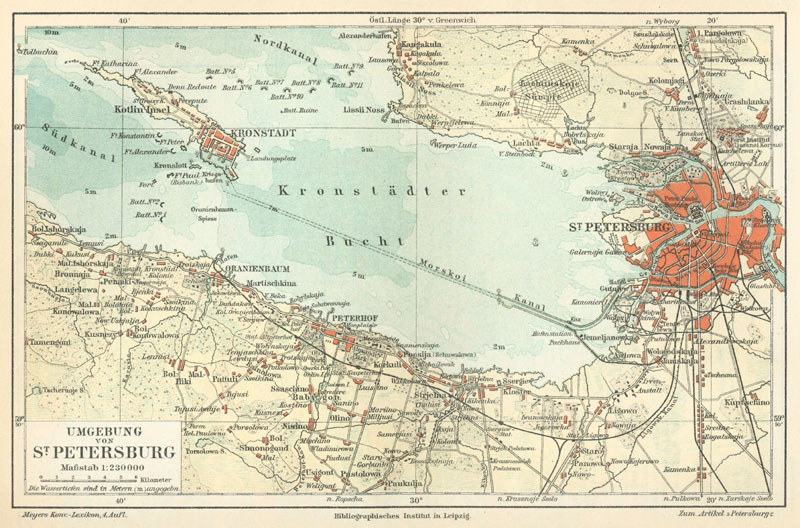
Carte de la baie de Saint-Pétersbourg, fondée en 1703, avec l'île de Kotline, fortifiée par Pierre le Grand.

Dans le même temps, Pierre engagea une nouvelle campagne dans les pays baltes contre un nombre réduit de soldats suédois. Il conquit alors les terres de l'actuelle Estonie et l'embouchure du fleuve Néva, où il fonda la ville de Saint-Pétersbourg en 1703, ainsi que la forteresse Pierre-et-Paul qui y est sise, conçue par l'architecte suisse Domenico Trezzini (voir ci-dessous). Il en profita pour fortifier l'île de Kotline dans le golfe de Finlande, à 20 km de Saint-Pétersbourg (la forteresse sera rebaptisée Kronstadt). Pensant qu'il pourrait battre Pierre à tout moment, Charles ignora ces campagnes.
Après l'avoir rencontré en Russie en 1708, Charles battit Pierre à Golovtchine le 3 juillet 1708, mais essuya sa première défaite à la bataille de Lesnaïa le 28 septembre 1708, lorsque Pierre écrasa l'aile gauche de l'armée suédoise qui s'en allait rejoindre l'armée principale de Charles à Riga. En raison de cette défaite, Charles fut forcé d'abandonner sa marche sur Moscou. Ne pouvant plus avancer vers l'est, Charles envahit l'Ukraine, appelée alors Petite Russie.
Pierre utilisa la technique de la terre brûlée qui eut comme conséquence l'impossibilité pour l'armée suédoise de se ravitailler. L'armée suédoise souffrit considérablement de l'hiver particulièrement froid de 1708-1709, mais reprit la campagne ukrainienne pendant l'été 1709, espérant forcer Pierre à abdiquer.
Lorsque Charles eut repris la campagne, il trouva Pierre beaucoup plus belliqueux et les deux armées se livrèrent bataille à Poltava, le 27 juin 1709. Les années de labeur de Pierre pour améliorer l'armée russe furent récompensées lorsqu'il infligea une défaite écrasante aux Suédois, causant près de 10 000 morts et capturant la plupart des soldats restants dans l'armée ennemie. Aidé de diplomates autrichiens et français, Charles s'enfuit alors dans l'Empire ottoman, neutre jusqu'alors, et demanda de l'aide au sultan Ahmet III pour une nouvelle campagne. Avec le dessein de reprendre le port d’Azov, et convaincu par le roi de Suède[réf. nécessaire], celui-ci déclara la guerre à Saint-Pétersbourg le 20 novembre 1710, déclenchant la guerre russo-turque de 1710-1711.

Campagne du Prout de Pierre Ier en Moldavie (1710-1711). Pierre obtient la défection de l'hospodar de la Moldavie Dimitrie Cantemir, ce qui ne l'empêche pas d'être défait par le sultan Ahmet III.

Dirigées par Boris Cheremetiev, les troupes russes, auxquelles s'étaient jointes les troupes moldaves de Dimitrie Cantemir, qui avait fait défection au sultan, furent défaites à Stănileşti en juillet 1711. Le traité du Pruth (23 juillet 1711) entérina la victoire de Constantinople : la Russie lui concédait les ports d'Azov et de Taganrog dont elle s'était emparée en 1697 et devait s’abstenir des affaires de Pologne,. En échange, Pierre Ier obtint d'Ahmet III qu'il s'abstienne d'ingérence dans le conflit entre la Russie et le roi de Suède. En 1714, le sultan expulsa Charles XII de Suède de son empire.
Au nord, les armées de Pierre conquirent la province suédoise de Livonie (la moitié nord de la Lettonie et de l'Estonie méridionale actuelles) et attaquèrent à nouveau les Suédois dans leur province de Finlande. Charles refusait toujours de signer un traité de paix et ce fut sa mort en 1718 qui permit l'arrêt des hostilités. Sa sœur Ulrique-Éléonore lui succéda et en 1721, le traité de Nystad mit fin à la « grande guerre du Nord » et les côtes de la mer Baltique qui vont jusqu'à la frontière finlandaise et qui appartenaient alors à la Suède furent cédées à la Russie.

### Le conflit entre Pierre et son fils Alexis (1716-1718)

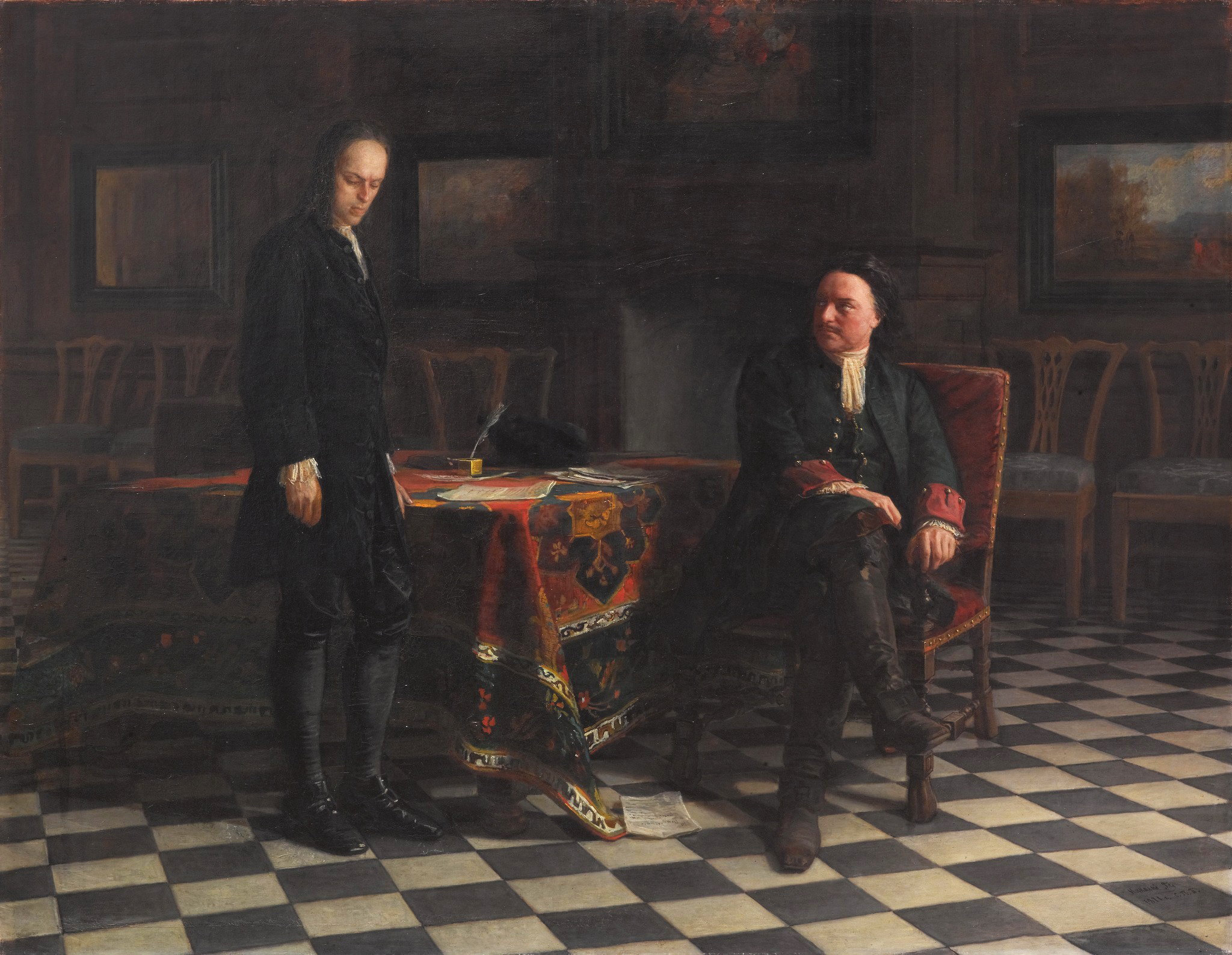
Pierre le Grand interrogeant le tsarévitch Alexis à Peterhof. Tableau de Nikolaï Gay, 1871.

En 1716, Pierre le Grand somma le tsarévitch Alexis, issu de son premier mariage, de choisir entre l'adoption sincère des nouvelles idées ou la renonciation au trône. Mais ce dernier profita d'un séjour de son père au Danemark pour fuir chez son beau-frère Charles VI à Naples. Des émissaires du tsar, dont Pierre Tolstoï, ancien ambassadeur à Constantinople, le convainquirent de rentrer en Russie, où il fut immédiatement enfermé à la forteresse Pierre-et-Paul.
Pierre l'obligea à dénoncer ses complices dans sa fuite, et fit parler la maîtresse d'Alexis, Euphrossine, celle-ci impliquant dans un complot de trahison tout le clan des Lopoukhine (en), dont Eudoxie (la première femme de Pierre), l'évêque de Kiev, le capitaine Glébov (ancien amant d'Eudoxie), cinquante religieuses et des centaines de boyards. Tous sont soupçonnés d'avoir voulu renverser Pierre en faveur d'Alexis. Celui-ci aurait alors annulé toutes les réformes et fait de Saint-Pétersbourg un désert.
Une commission d'enquête, présidée par Menchikov, fut instituée ; Pierre voulait en fait établir la culpabilité d'Alexis afin de le déshériter sans appel. Le prisonnier fut fouetté quotidiennement dans le but de le faire avouer, ce qu'il finit par faire.
Le 28 juin 1718, le procès d'Alexis débuta. Le 7 juillet, ce dernier est jugé « coupable de crime contre la sûreté de l'État » et condamné à être fouetté « jusqu'à ce que mort s'ensuive ». En réalité, il venait de mourir des suites de ses tortures [réf. nécessaire].
Afin de tenter de masquer les faits, un document diplomatique énoncera qu'Alexis est mort « après avoir confessé ses fautes et obtenu la grâce de son père »[réf. nécessaire].
Quant à Pierre Tolstoï, son aide lui valut d'être nommé à la tête de la Chancellerie secrète, comparable au Cabinet noir en France, mais avec des pouvoirs redoutables de police. Proche de Menchikov, Tolstoï tomba en disgrâce à la mort de Catherine Ire (1727).

### Le voyage en France (1717)
Pierre le Grand effectua une visite triomphale de trois mois en France, en 1717.
Le 25 avril 1717, il débarque à Calais, où il est accueilli par Louis III de Mailly, marquis de Nesle, que le Régent a chargé de l'accompagner. Le 4 mai, il quitte Calais pour Boulogne, d'où il fait étape le 5 mai au soir, au château de Montcavrel, propriété de son hôte, près de Montreuil.
Il fera étape à Allonne, près de Beauvais, avant de poursuivre son chemin vers Paris. C'est là qu'il dira au maître de maison qui souhaite l'accueillir avec faste : « J’ai été soldat ; il me suffit d’un pot de bière et d’un pain ».
Curieux, muni d'un carnet pour noter tout ce qu'il jugeait intéressant, il s'imprégna de la culture, de la science et des technologies pour en faire bénéficier son pays et l'européaniser. Il passa à l'Académie des sciences, aux Invalides, à l'hôtel de la monnaie ainsi qu'à la manufacture des Gobelins qui l'inspira beaucoup une fois rentré en Russie. Le Tsar créa notamment en 1724 l'Académie russe des sciences et des arts à Saint-Pétersbourg.

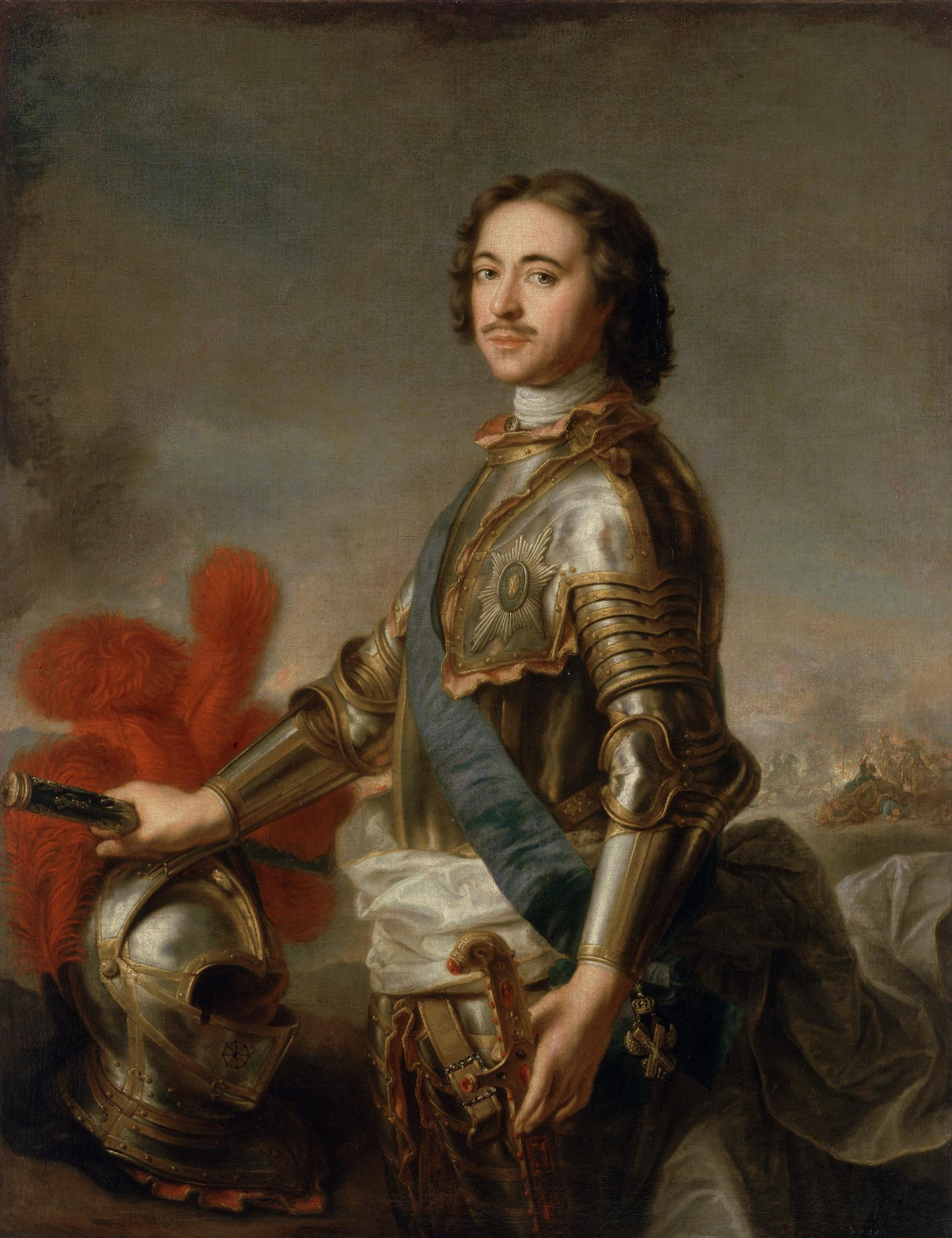
Pierre Ier de Russie peint par Jean-Marc Nattier, 1717.

Il prit sa revanche en rencontrant Louis XV à Versailles, puisque juste avant de monter sur le trône, il avait été accueilli chaleureusement par toutes les cours d'Europe, excepté celle de Louis XIV qui méprisait la Russie, et la considérait comme un pays d'arriérés. Pierre le Grand qui mesurait 2 mètres, aurait spontanément pris dans ses bras le jeune Louis XV âgé de 7 ans, oubliant tout le protocole en vigueur. Il fut impressionné par la machine de Marly, la pompe hydraulique du château de Versailles.
Il fit la connaissance du comédien et dramaturge Michel Baron, considéré par ses contemporains comme le meilleur acteur de sa génération, tant dans le comique que dans le tragique et lui donna son épée en signe de reconnaissance pour son talent.
Il passa également à Reims visiter des caves de Champagne de l'abbaye Saint-Nicaise aujourd'hui détruite.
Son séjour en France est l'occasion de faire réaliser son portrait et celui de la tsarine par Jean-Marc Nattier.

### Empereur de toutes les Russies
Le 2 novembre 1721, le Sénat de Russie accorda à Pierre le titre d'« Empereur de toutes les Russies », qui remplaça le traditionnel titre de tsar qui lui était jusque-là accordé, manifestant ainsi la fascination de Pierre le Grand pour l'Europe de l'Ouest.
Il fut rapidement reconnu comme tel par les rois de Pologne, de Prusse et de Suède.
En 1724, il couronna sa seconde femme Catherine du titre d'impératrice.

### Les problèmes de la succession
En 1722, la descendance de Pierre le Grand ne comporte plus que trois filles, dont deux nées hors mariage, une petite-fille et un seul petit-fils. L'empereur qui a fait tuer son fils Alexis promulgue une loi selon laquelle le souverain régnant devait désigner lui-même son successeur, à l'encontre de la tradition russe qui voulait que la succession légale soit le fils aîné. Il réussit à marier Anna Petrovna, sa fille née hors mariage de sa seconde femme et alors âgée de 16 ans et demi, avec Charles-Frédéric de Holstein-Gottorp, qui avait échoué à prendre la succession de son oncle Charles XII de Suède à sa mort en 1718, et avait alors quitté la Suède, devenant commandant des troupes de la Garde à Saint-Pétersbourg. Le contrat de mariage stipulait qu'Anna et Charles-Frédéric devaient abandonner toute prétention au trône de Russie, et Pierre obtient à la suite de cette clause [réf. nécessaire] le droit de nommer son successeur. De ce mariage naquit le futur Pierre III de Russie en 1728 ; Anna mourut peu après, à l'âge de 20 ans.

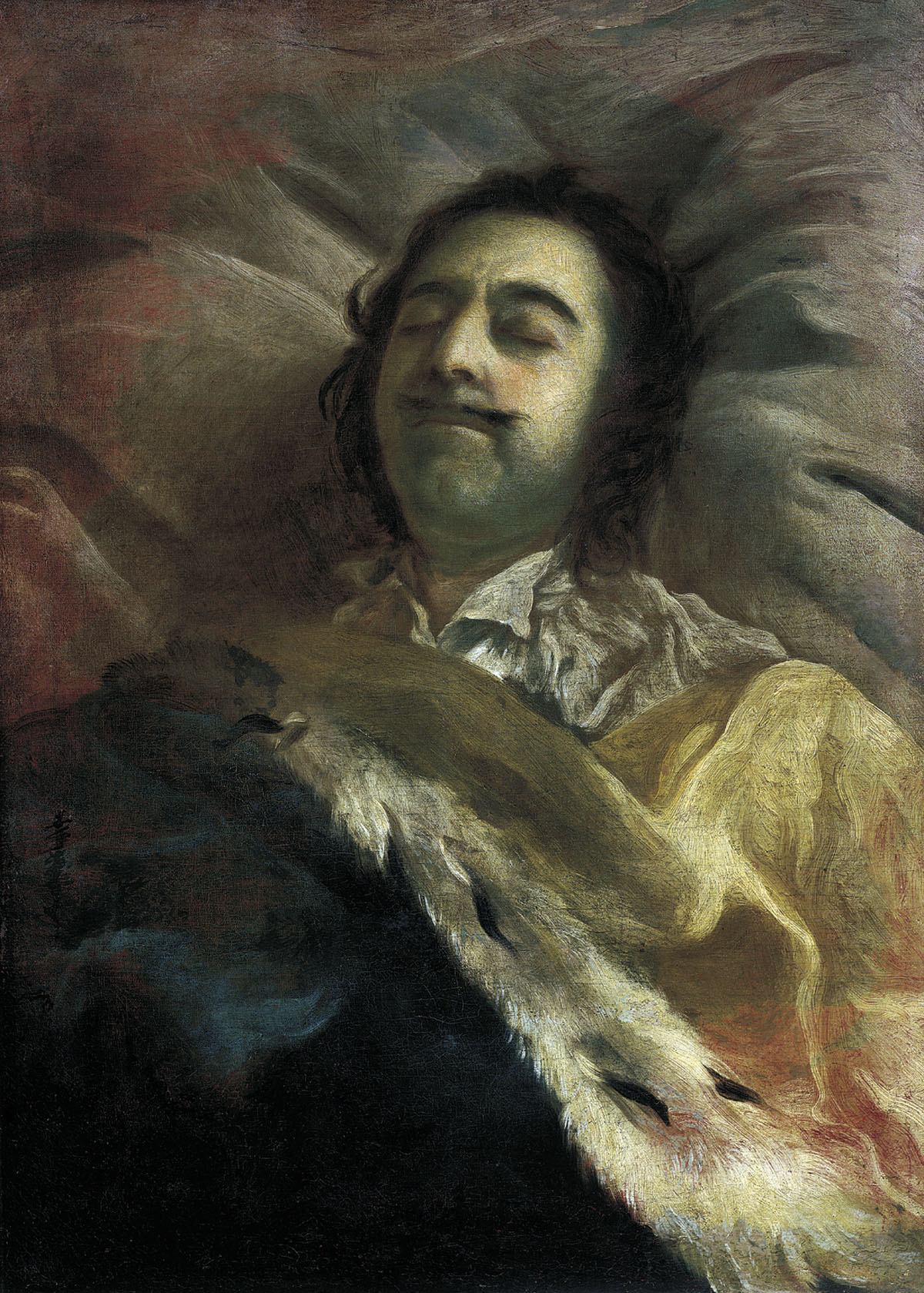
Pierre le Grand sur son lit de mort, par Ivan Nikitine.

Cependant, frappé d'une nouvelle crise d'urémie, le tsar meurt en janvier 1725 à 52 ans sans avoir désigné d'héritier. La garde proclame impératrice Martha Skavronskaïa, que l'empereur avait fait couronner impératrice l'année précédente et qui monte sur le trône en tant que Catherine Ire de Russie. Elle meurt deux ans plus tard laissant le trône au fils du défunt tsarévitch et de la défunte Charlotte de Brunswick-Wolfenbüttel, Pierre II de Russie.
Trop jeune pour gouverner, celui-ci laisse d'abord les rênes du pouvoir à la famille Dolgoroukov — qui prend le contre-pied de la politique de Pierre le Grand et de Catherine Ire — avant de s'emparer du pouvoir et de poursuivre l'œuvre de Pierre, en étant notamment conseillé par Menchikov, qui avait été nommé chef du gouvernement par Catherine Ire. À la mort de Pierre II, sa cousine Anna Ivanovna , fille du tsar Ivan V de Russie, demi-frère de Pierre le Grand, s'empare du pouvoir.

## La modernisation de la Russie

### Les premières réformes
Pierre commença à réformer la Russie dès le début de son règne, poussant le pays vers la modernité. Fortement influencé par ses conseillers occidentaux, il réorganisa l'armée russe le long des lignes européennes et rêva de faire de la Russie une puissance maritime importante. Il fit face à l'opposition de beaucoup de politiques russes et réprima brutalement toutes les rébellions envers son autorité, dont la révolte importante d'Astrakhan en 1705 (la rébellion de Boulavine, du nom du Cosaque du Don éponyme) et celle des Bachkirs en 1707.

### Réformes spécifiques

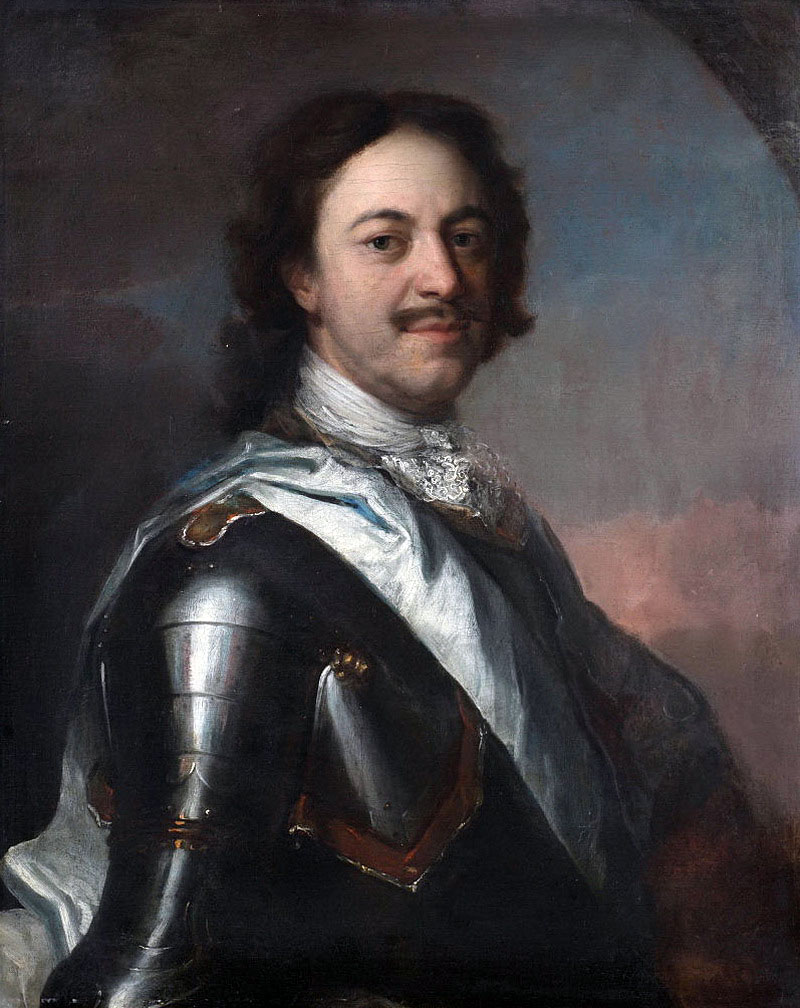
Pierre le Grand en 1717, par Carel de Moor.

Pour changer les vieilles coutumes russes, Pierre appliqua des mesures draconiennes. Il imposa dès le 5 septembre 1698 un impôt particulier pour les Russes les plus riches. Ceux-ci, sauf les prêtres, devaient payer cent roubles par an, alors que le reste de la population ne devait s'acquitter que d'un kopeck par tête. Cette taxe, avec bien d'autres, permit la modernisation de la Russie. Durant le règne de Pierre, le servage fut aussi réinstauré. Dès 1699, il promulgua également un oukase autorisant les Russes à voyager à l'étranger.
Le 24 janvier 1722, il crée la table des rangs afin de réduire le pouvoir des boyards. Le rang de noblesse n'était plus alors simplement héréditaire, mais déterminé par la fonction officielle de la personne, permettant ainsi éventuellement à des roturiers fidèles d'être anoblis en étant nommés à des positions supérieures. La Table demeura en vigueur jusqu'à la chute du tsarisme en 1917.
L'un des exemples les plus significatifs des réformes de Pierre pour abolir les anciennes coutumes, fut l'instauration en 1704 d'un impôt spécial sur le port de la barbe, considérant que celle-ci était un signe rétrograde par rapport aux autres Européens. Jusqu'à cette époque, les hommes étaient très attachés à cet aspect de leur personnalité.
Ce sont les ciseaux ramenés dans ses valises depuis son voyage en Hollande, qui donnèrent à Pierre l'idée de l'oukase. Seuls les récalcitrants souhaitant « conserver une ressemblance avec le Créateur », devaient s'acquitter d'une taxe annuelle proportionnelle à leur rang social, allant de cent roubles pour les nobles à 1/2 kopeck pour les paysans.
Face à l'impopularité de la mesure, Pierre publia un rectificatif, dispensant les religieux de l'oukase, et donc de la taxe.
Une bonne partie de la société russe accepta petit à petit cette contrainte, alors que l'hostilité du petit peuple restait manifeste. Pierre Ier réagit alors en éditant quelques oukases supplémentaires plus dissuasifs, tandis que le port du long vêtement traditionnel aux larges manches (le caftan, кафтан) fut également interdit au profit du costume porté à l'époque en Occident.

### Tentatives de réformes juridiques
Pierre le Grand, conscient des retards de la Russie dans le domaine juridique tenta en 1700 de moderniser le code de 1649 en y incorporant les oukases promulgués depuis. Il réunit pour ce faire une première commission qui n'aboutit pas. Une seconde commission réunie en 1714 ne parvint pas non plus à rédiger un corps de lois suffisamment clair. En 1720, Pierre le Grand réunit une troisième commission dont le but était de rédiger un code général de lois russes sur le modèle suédois, puis danois. Ce fut à nouveau un échec.

### Réformes économiques et techniques

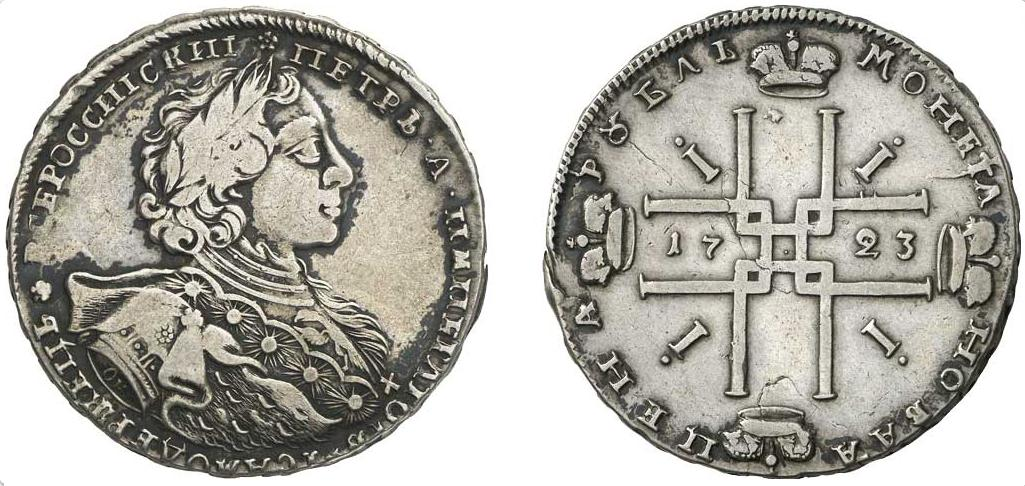
Pièce de 1 rouble en argent de 28,25 g au monogramme de Pierre Ier de Russie (1723).

À partie de 1701, il entreprend une importante réforme monétaire en créant un rouble basé sur l'argent métal, équivalent au thaler, monnaie d'échange internationale.
Influencé par le mercantilisme[réf. nécessaire], il tenta aussi d'encourager l'industrie et le commerce, malgré une faible proportion de négociants, ainsi que l'enseignement et la science (en incluant les inventions d'Isaac Newton qu'il avait apprises en Europe de l'Ouest) — il envoyait les jeunes à l'étranger afin d'améliorer leurs connaissances. Son règne connut par ailleurs l'adoption du décompte des années du calendrier julien (le 1er janvier 1700 ; auparavant, on datait « à partir de la Création du Monde »), la simplification de l'alphabet cyrillique, l'introduction des chiffres arabes et la publication du premier journal en langue russe.

### Réformes religieuses
Avec Fédor Iouriévitch Romodanovski, Nikita Zotov, Patrick Gordon, François Le Fort, il forme une Jolly Company, forte au mieux de 200 participants, de réjouissances alcoolisées. Ce club se transforme, un peu sur le modèle (de la préfiguration) du Hellfire Club en anti-synode (The All-Joking, All-Drunken Synod of Fools and Jesters (en), 1692-1725), dont on retient surtout la satire religieuse du patriarche de Moscou et de toutes les Russies, mais aussi de l'Église catholique.
L'Église orthodoxe russe est fortement opposée aux réformes de Pierre. Elle les estime néfastes pour la survie des vieilles traditions russes et dangereuses pour sa puissance (Pierre ordonna même de fondre les cloches en bronze des églises pour fabriquer des canons). Après la mort du patriarche Adrien en 1700, Pierre ne nomma pas de successeur, et en janvier 1721, il établit le Saint-Synode pour régir l'Église, ce qui fut par ailleurs l'étape finale de ses réformes.

### La fondation de Saint-Pétersbourg

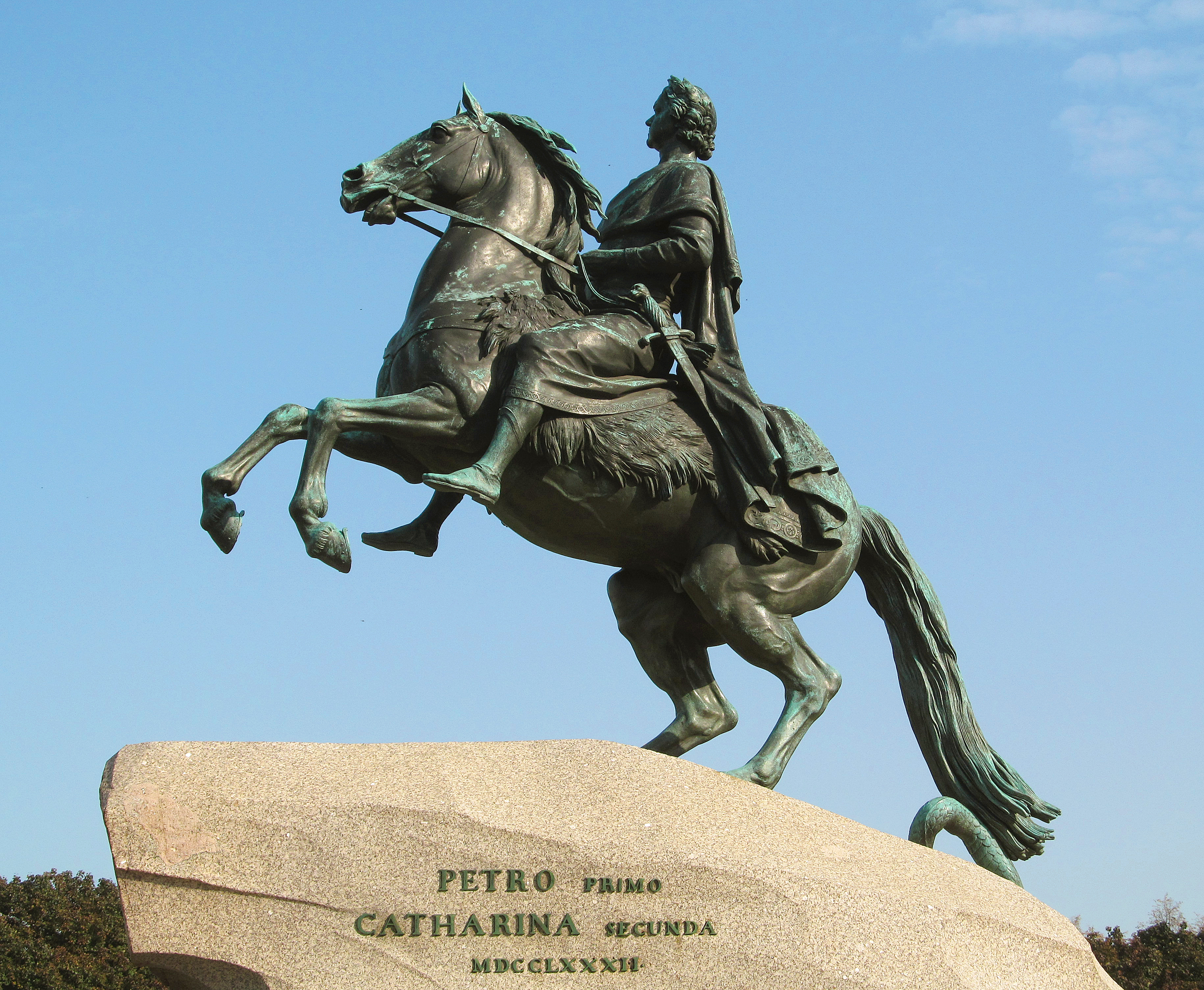
Statue équestre de Pierre Ier à Saint-Pétersbourg, dite Le Cavalier de bronze sculptée par Étienne Falconet.

L'une des œuvres majeures du règne de Pierre le Grand fut la construction d'une nouvelle ville sur les rives de la mer Baltique, au fond du golfe de Finlande, en 1703. La cité, qu'il baptisa Saint-Pétersbourg, devait être résolument tournée vers l'Occident et la modernité. Elle devint la capitale de l'Empire russe en 1712, et le resta jusqu'à la révolution d'Octobre de 1917.
Dès 1703, Pierre ordonna la construction de fortifications à l'embouchure de la Neva, destinées à abriter l'armée durant la grande guerre du Nord contre la Suède. Il construisit la forteresse de Schlüsselbourg et fit fortifier l'île de Kotline.
Puis l'idée de construire une ville sur les marécages environnants lui vint en 1706, sans doute parce que l'emplacement de Saint-Pétersbourg en faisait un port maritime le plus souvent libre des glaces et bien relié par la Neva au réseau fluvial de la Russie. L'édification de la ville releva du défi et engouffra une grande partie des ressources de la Russie dans la tradition autocratique des tsars, sans ménager le sang de son peuple : 30 000 serfs en 1706, puis 40 000 en 1707, seront enrôlés de force pour édifier la ville[réf. nécessaire].
Saint-Pétersbourg fut construite sur pilotis, comme le faisaient les Hollandais. La pénurie de maçons était telle que la construction de bâtiments en pierre demeura interdite jusqu'en 1714 dans toute la Russie, tant que les travaux sur les fondations de la ville étaient en cours. Au total, dit-on, 150 000 ouvriers périrent dans les marécages pour l'édification de Saint-Pétersbourg.
La fondation de Saint-Pétersbourg s'accompagna de profonds changements sociologiques souhaités par l'empereur et concrétisés par des lois. Les Russes de Saint-Pétersbourg s'habillent désormais « à la française », se rasent la barbe. Ils circulent dans la ville nouvelle dans des embarcations à voile sous peine d'amende. Ces changements visent à occidentaliser la population russe de Saint-Pétersbourg afin de motiver les marchands occidentaux à venir commercer en Russie, et aussi à familiariser les Russes avec la navigation, pour former des « gens de mer » indispensables à l'essor de la marine russe et à la croissance du commerce.

## Vie privée

### Sexualité
Jean-François Solnon affirme la bisexualité de Pierre le Grand, tout en notant que les relations homosexuelles de l'empereur étaient connues de ses contemporains (ce qui avait troublé l'opinion publique de son temps), et que nombre d'autres historiens ont choisi de cacher cette facette de sa personnalité. Pierre le Grand, qui a été l'amant de nombreuses femmes de différents rangs sociaux, a également entretenu des relations avec François Le Fort et Alexandre Menchikov dans la maison du tsar Pierre le Grand (Zaandam, Pays-Bas actuels), selon sa conservatrice Farida Guseynova.

### Mariages et descendance
En 1689, Pierre Ier se marie avec Eudoxie Lopoukhine, fille du grand-officier de la couronne Illarion Abramovitch Loupoukhine. De cette union naissent 3 enfants :
- Alexis Petrovitch (1690-1718), qui se marie en 1711 avec Charlotte de Brunswick-Lunebourg, dont postérité ;
- Alexandre Petrovitch (1691-1692) ;
- Pavel Petrovitch (1693).

En 1712, Pierre Ier se remaria avec Marthe Skavronska, fille d'un paysan lituanien, qui fut rebaptisée selon les rites orthodoxes sous le nom de Catherine Alexeievna. Onze enfants sont issus de cette union :
- Piotr Petrovitch (1704-1705) ;
- Pavel Petrovitch (1705-1707) ;
- Ekaterina Petrovna (1706-1708) ;
- Anna Petrovna (1708-1728), qui épousa Karl-Friedrich de Holstein-Gottorp en 1724, dont un fils :
  - Karl-Pieter-Ulrich (1728-1762), futur empereur de Russie sous le nom de Pierre III,
- Élisabeth Petrovna (1709-1761), future impératrice de Russie sous le nom d'Élisabeth Ire ;
- Natalia Petrovna (1713-1715) ;
- Margarita Petrovna (1714-1715) ;
- Piotr Petrovitch (1715-1719) ;
- Pavel Petrovitch (1717) ;
- Natalia Petrovna (1718-1725) ;
- Piotr Petrovitch (1719-1723).

### Morphologie
Pierre le Grand mesurait 2m04, ce qui était supérieur de 30 centimètres aux hommes de cette époque.

## Distinctions
- Ordre de l'Aigle blanc (Russie)
- Ordre de l'Éléphant (Danemark)

## Œuvres
- Journal de Pierre le Grand depuis l'année 1698. jusqu'à la conclusion de la paix de Neustadt, Berlin, 1773 (en ligne sur Google Livres).

## Pierre le Grand dans la culture

### Dans la littérature
- Alexis Nikolaïevitch Tolstoï, Pierre Ier.
- Henri Troyat, Pierre le Grand  (ISBN 2081208385).
- Jean des Cars, La Saga des Romanov  (ISBN 2259207979).
- Vladimir Fédorovski, Le Roman des Tsars.
- Klabund, Piotr, roman d'un tsar.
- Roger Portal, Pierre le Grand. Le Club français de livre, 1961
- Alexandre Pouchkine, Le Cavalier d'airain.

### Au cinéma
- 1910 : Pierre le Grand de Vassili Gontcharov et Kai Hansen, acteur inconnu.
- 1913 : La Conquête du Caucase de Viatcheslav Tourjanski, acteur inconnu.
- 1918 : Pierre et Alexis de Yuri Zhelyabuzhskiy avec Leonid Leonidov.
- 1922 : Pierre le Grand de Dimitri Buchowetzki avec Emil Jannings.
- 1925 : Karl X de John W. Brunius avec Nicolai de Severesky.
- 1929 : Spielereien einer Kaiserin de Wladimir Strijewski avec Dimitri Smirnoff.
- 1937 : Pierre le Grand de Vladimir Petrov avec Nicolas Simonov.
- 1943 : David-Bek d’Amo Bek-Nazarov avec Vladimir Yerchov.
- 1956 : Le tsar et le charpentier de Hans Müller, acteur inconnu.
- 1959 : Les Princes Khovanski de Vera Stroyeva, acteur inconnu.
- 1969 : La Ballade de Bering et de ses amis de Yuri Shvyrev avec Roman Tkatchouk.
- 1970 : Tsar et Charpentier de Joachim Hess avec Raymond Wolansky.
- 1972 : Le Capitaine Tabac d’Igor Usov avec Vladlen Davydov.
- 1974 : Dmitri Kantemir de Vlad Iovice avec Alexandre Lazarev.
- 1975 : Tsar et Charpentier d’Axel Corti avec Hermann Prey.
- 1976 : Ibrahim, le maure de Pierre le Grand d’Aleksandr Mitta avec Alexei Petrenko.
- 1980 : La Jeunesse de Pierre le Grand, titre du 1er épisode et Au début des affaires glorieuses, titre du 2e épisode, réalisé par Sergueï Guerassimov avec Dimitri Zolotoukhine.
- 1983 :
  - Les Demidov de Varopolik Lapchine avec Alexandre Lazarev.
  - Sous le drapeau de Pierre le Grand d’Ilja Gurin avec Dmitri Zolotukhine.
- 1986 :
  - Mikhaïlo Lomonossov d’Aleksandr Proshkin avec Dimitri Didzhiokas.
  - Peter Ustinov’s Russia. A Personal Journey : Peter the Great and Catherine the Great de John McGreevy avec Yevgeni Tilicheyev.
  - Pierre le Grand de Marvin J. Chomsky avec Maximilian Schell.
- 1997 : Le Tsarévitch Alexis de Vital Melnikov avec Viktor Stepanov.
- 2001 : Secrets des révolutions de palais de Svetlana Druzhinina avec Nicolas Karatchensov.
- 2002 : L’Arche russe d’Alexander Sokourov avec Maxim Sergeyev.
- 2003 : Peter in Paradise de Mary McMurray avec Rory McCann.
- 2005 : Le Prince Noir d’Anatoli Ivanov avec Yuri Zurillo.
- 2006 :
  - Engineering an Empire : Russia de Sarah Hutt avec Richard Davis.
  - Wrath of the Tsar de Don Campbell avec Artyom Racheev (Pierre enfant), Anton Zabelin (Pierre adolescent), Yevgheny Lepekha (Pierre le Grand).
- 2007 : Fantassins, seuls en première ligne de Oleg Riaskov avec Oleg Riaskov.
- 2011 : Pierre le Grand : Le Testament de Vladimir Bortko avec Alexander Baluyev.
- 2013 : Pierre le Grand : Le Testament Les Romanov, histoire d'une dynastie de Maxim Bespaly avec Arthur Ivanov.

### Dans la sculpture
- Statue de Pierre le Grand (Taganrog)
- Statue de Pierre le Grand (Moscou)
- Le Cavalier de bronze (Saint-Pétersbourg)
- Buste de Pierre le Grand (Bruxelles)
- Statue de Pierre le Grand (Loches)[34]
- Listes des monuments à Pierre le Grand (ru)

### Dans les jeux vidéo
- Il est jouable en tant que dirigeant de l'Empire russe dans Civilization VI.

### Dans la science
- (2720) Pyotr Pervyj, astéroïde nommé en son honneur.